# Predviđanje strukture nukleinskih kiselina
Predviđanje strukture nukleinskih kiselina je računarski metod određivanja sekundarne i tercijarne strukture iz sekvence nukleinske kiseline. Sekundarna struktura se može predvideti iz jedne ili nekoliko sekvenci, dok se tercijarna struktura se može predvideti iz sekvence ili putem komparativnog modelovanja (kad je struktura homologne sekvence poznata).
Problem predviđanja sekundarne strukture nukleinske kiseline je uglavnom zavistan od interakcija baznih parova i stekovanja baza. Mnogi molekuli imaju više mogućih tridimenzionih struktura, tako da je predviđanje tih struktura još uvek nije moguće, izuzev očevidnih sekvenci i onih koje su funkciono slične sa poznatom klasom nukleinskih kiselina, kao što su transfer RNK ili mikroRNK. Mnogi metodi za predviđanje sekundarne strukture se oslanjaju na varijacije dinamičkog programiranja i stoga imaju ograničen opseg primene.
Dok su metodi slični, postoje određene razlike u pristupima za predviđanje strukture RNK i DNK. In vivo, DNK strukture su sklonije formiranju dupleksa sa punom komplementarnošću između dva lanca, dok su RNK strukture sklonije formiranju kompleksnijih sekundarnih i tercijarnih struktura, poput struktura u ribozomima, splajsosomima, ili tRNK. Glavni razlog za to je prisustvo dodatnog kiseonika, koji omogućava RNK molekulu da formira dodatne vodonične veze sa osnovom nukleinske kiseline. Energetski parametri su isto tako različiti za dve nukleinske kiseline.

## Literatura
- Baker D and Sali A. Protein structure prediction and structural genomics. Baker, D.; Sali, A. (2001). „Protein structure prediction and structural genomics”. Science. 294 (5540): 93—6. Bibcode:2001Sci...294...93B. PMID 11588250. doi:10.1126/science.1065659..
- Chiu, D.K. and Kolodziejczak, T. (1991) Inferring consensus structure from nucleic acid sequences. Comput. Appl. Biosci, . 7, 347–352
- Do CB, Woods DA, Batzoglou S. (2006) CONTRAfold: RNA secondary structure prediction without physics-based models. Do, C. B.; Woods, D. A.; Batzoglou, S. (2006). „CONTRAfold: RNA secondary structure prediction without physics-based models”. Bioinformatics. 22 (14): e90—8. PMID 16873527. doi:10.1093/bioinformatics/btl246..
- Gutell, R.R., et al. (1992) Identifying constraints on the higher-order structure of RNA: continued development and application of comparative sequence analysis methods. Nucleic Acids Res, . 20, 5785–5795
- Leontis NB, Lescoute A, and Westhof E. The building blocks and motifs of RNA architecture. Leontis, N. B.; Lescoute, A.; Westhof, E. (2006). „The building blocks and motifs of RNA architecture”. Curr Opin Struct Biol. 16 (3): 279—87. PMC 4857889 . PMID 16713707. doi:10.1016/j.sbi.2006.05.009..
- Lindgreen S, Gardner PP, Krogh A (2006). „Measuring covariation in RNA alignments: physical realism improves information measures”. Bioinformatics. 22 (24): 2988—95. PMID 17038338. doi:10.1093/bioinformatics/btl514.
- Macke T, Case D: Modeling unusual nucleic acid structures. In Molecular Modeling of Nucleic Acids. Edited by Leontes N, SantaLucia JJ. Washington, DC: American Chemical Society; 1998:379-393.
- Major F: Building three-dimensional ribonucleic acid structures. Comput Sci Eng. 5: 44—53. 2003. Недостаје или је празан параметар |title= (помоћ).
- Massire C, Westhof E: MANIP: an interactive tool for modelling RNA. Massire, C.; Westhof, E. (1998). „MANIP: An interactive tool for modelling RNA”. J Mol Graph Model. 16 (4–6): 197—205. Bibcode:1998JMGM...16..197M. PMID 10522239. doi:10.1016/S1093-3263(98)80004-1., 255–257.
- Parisien M.; Major F. (2008). „The MC-Fold and MC-Sym pipeline infers RNA structure from sequence data”. Nature. 452 (7183): 51—55. Bibcode:2008Natur.452...51P. PMID 18322526. doi:10.1038/nature06684.
- Tuzet, H. & Perriquet, O., 2004. CARNAC: folding families of related RNAs. Nucleic Acids Research, 32(Web Server issue), W142-145.
- Touzet, H., 2007. Comparative analysis of RNA genes: the caRNAc software. Methods in Molecular Biology (Clifton, N.J.), 395, 465-474.
- Yingling YG, Shapiro BA (2006). „The prediction of the wild-type telomerase RNA pseudoknot structure and the pivotal role of the bulge in its formation”. J Mol Graph Model. 25 (2): 261—274. Bibcode:2006JMGM...25..261Y. PMID 16481205. doi:10.1016/j.jmgm.2006.01.003.
- Zwieb C, Muller F (1997). „Three-dimensional comparative modeling of RNA”. Nucleic Acids Symp Ser. 36 (36): 69—71. PMID 9478210.
- ModeRNA: A program for comparative RNA modeling